# Kolonia (Modliborzyce)
Kolonia – część wsi Modliborzyce w Polsce, położona w województwie świętokrzyskim, w powiecie opatowskim, w  gminie Baćkowice.
W latach 1975–1998 Kolonia administracyjnie należała do województwa tarnobrzeskiego.